# Onze-Lieve-Vrouw-Hemelvaartkerk (De Heen)

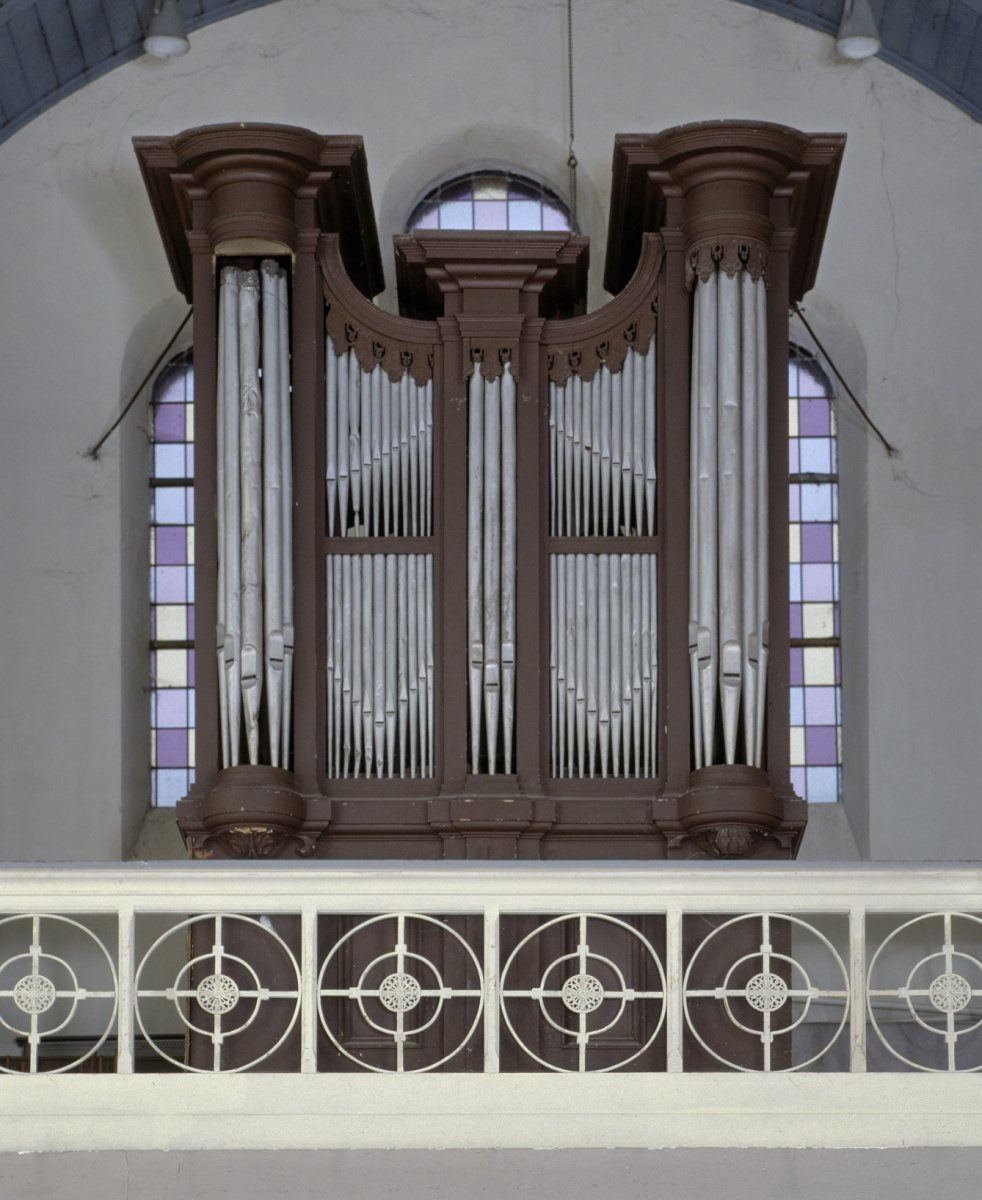
Orgel

De Onze-Lieve-Vrouw-Hemelvaartkerk is de voormalige parochiekerk van de tot de Noord-Brabantse gemeente Steenbergen behorende plaats De Heen, gelegen aan de Dorpsweg 134.

## Geschiedenis
Via een collecte werd geld bij de bewoners ingezameld waarmee in 1837 een kapel werd gebouwd die bediend werd door de kapelaan van Steenbergen. In 1847 werd een zelfstandige parochie opgericht en werd de kapel verheven tot parochiekerk. In 1865 werd een begraafplaats ingericht. Weldra stond men voor de keuze de kapel te renoveren of een nieuwe kerk te bouwen. Aangezien de kapel bouwvallig werd en te klein was werd tot nieuwbouw besloten. 
De kerk werd gebouwd in 1884 naar ontwerp van Piet van Genk. In 1951 werd de kerk verlengd en werd een driezijdig afgesloten koor toegevoegd, naar ontwerp van F.P.J. Rouleau.
In 2014 werd de kerk onttrokken aan de eredienst. In 2015 werd hij gekocht door een inwoner en ingericht ten behoeve van de dorpsgemeenschap. De Mariakapel en de doopkapel bleven bestaan als zodanig.

## Gebouw
Het betreft een bakstenen eenbeukig kerkgebouw in eclectische stijl met rondbogige vensters, een klokkentorentje boven de voorgevel. Deze gevel wordt geflankeerd door een achthoekige traptoren.
De kerk bezit een Pels-orgel van 1952 dat in 2001 in de Onze-Lieve-Vrouw-Hemelvaartkerk werd geplaatst.